# Mega Man X5
Mega Man X5 (Rockman X5 au Japon), est un jeu d'action-plates-formes développé par Capcom Production Studio 3 et édité par Capcom sur PlayStation et PC (Windows). C'est le cinquième volet de la série  Mega Man X. Il est réédité en 2014 sur le PlayStation Network, jouable sur PlayStation 3, PlayStation Portable et PlayStation Vita. Il est également inclut dans la compilation Mega Man X Collection sortie en 2006,,,,,,,.

## Trame
Quelque temps après les événements de Mega Man X4, Sigma refait surface et frappe en plein cœur d'une métropole. Il n'en faut pas plus pour que les chasseurs de Mavericks X et Zero soient envoyés à sa poursuite et le détruisent.
Cependant, le machiavélique Maverick avait prévu le coup. À peine son nouveau corps est-il détruit qu'un virus est relâché à l'échelle du globe. Ce programme pathogène, transformant les Réploïdes en Mavericks, a tôt fait de semer le chaos sur la planète.
Comme si cela ne suffisait pas, la colonie orbitale Eurasia est détournée et, si rien n'est fait, entrera en collision avec la Terre dans très exactement 16 heures.

## Système de jeu
Mega Man X5 reprend le système de jeu du précédent opus, avec de nettes améliorations graphiques. Les séquences animées sont remplacées par une succession d'images fixes, et non doublées. Comme dans Mega Man X4, le joueur peut choisir, en début de partie, entre X et Zero. 
Mais dans Mega Man X5, le choix a une influence sur la difficulté du jeu. En effet, X attaquant à distance et Zero plutôt au corps à corps, le chasseur rouge est à réserver aux joueurs les plus aguerris. D'autant plus qu'en choisissant X, le joueur a la possibilité d'incarner le chasseur bleu revêtu de la Fourth Armor, plus puissante, pratique et résistante que X.
Au panel des nouveautés, apparaissent aussi les parts et les ranks. Après avoir tué un boss, en plus d'acquérir son arme spéciale, le joueur obtient la possibilité d'améliorer ses personnages, en obtenant des parts, sortes de données à utiliser pour améliorer les performances des personnages. Ces parts sont directement liées aux ranks, le rang de chasseur de X et Zero. Plus le rang obtenu à la fin d'un niveau est élevé, plus le niveau du boss suivant sera élevé. Après avoir tué un boss de niveau 4 minimum, le joueur a la possibilité de choisir quel type de parts lui sera octroyé à la fin du niveau suivant : Weapon & Life (arme et vie) ou Weapon & Energy (arme et énergie). Ces parts peuvent par exemple, augmenter la hauteur de saut, la vitesse du dash, la puissance du Z-Saber, la vitesse de chargement du X-Buster... Le rank est défini à la fin de chaque niveau, en prenant en compte divers paramètres : le temps passé dans le niveau (moins de temps = plus de points), le nombre d'ennemis vaincus (moins d'ennemis = plus de points), le montant des dégâts reçu (moins de dégâts = plus de points), le montant de dégâts maximum occasionnés contre le boss en une attaque (plus de dégâts = plus de points), et enfin le nombre de virus qui a frappé le personnage (moins de virus = plus de points).
Mais la plus grande innovation est le nouveau système des armures de X. Dans chaque niveau, il est possible de trouver une capsule du Dr Light, qui offrira une pièce d'armure. Les armures sont au nombre de deux, la Falcon et la Gaea, et ne pourront être utilisées qu'une fois tous les morceaux d'une même armure récupérés. Il existe une quatrième armure cachée près de la fin du jeu, il faut néanmoins choisir entre l'Ultimate Armor pour X, et la Dark Armor pour Zero. Ces deux armures sont cependant utilisables dès le début du jeu, au choix, grâce à un code.

## Nouveaux personnages
Les nouveaux personnages sont Signas, Alia, Douglas et Dynamo.

## Mavericks
Les noms des Mavericks dans la version anglaise sont directement inspirés des membres du groupe de rock Guns N' Roses (sauf Michael Monroe qui a quand même contribué au groupe).
| Nom anglais   | Inspiration                        | Nom japonais        | Apparence         | Mission                   | Arme          | Technique                    | Faiblesse                           |
| ------------- | ---------------------------------- | ------------------- | ----------------- | ------------------------- | ------------- | ---------------------------- | ----------------------------------- |
| Grizzly Slash | Saul « Slash » Hudson              | Crescent Grizzly    | Grizzly           | Chase the Truck           | Crescent Shot | Crescent Sword (Mikazukizan) | Spike Ball/Twin Dream               |
| Squid Adler   | Steven Adler                       | Volt Kraken         | Calmar            | Electric Trap             | Tri-Thunder   | Electric Blade (Denjin)      | Goo Shaver/Frost Splasher           |
| Dr. Izzy Glow | Izzy Stradlin                      | Shining Hotarunicus | Luciole           | Fortress Lab Infiltration | Firefly Laser | Crush Flasher (Messenkou)    | Tri-Thunder/Electric Blade          |
| Duff McWhalen | Duff McKagan                       | Tidal Makkoeen      | Cachalot          | Obliterate the Battleship | Goo Shaver    | Frost Splasher (Hisuishou)   | Crescent Shot/Crescent Sword        |
| The Skiver    | Michael « High in the Sky » Monroe | Spiral Pegacion     | Pégase            | Destroy the Time Bombs    | Wing Spiral   | Wing Shredder (Hayate)       | Dark Hold + X-Buster/Crescent Sword |
| Axle the Red  | Axl Rose                           | Spike Rosered       | Rose              | Into the Jungle           | Spike Ball    | Twin Dream (Sougenmu)        | Ground Fire/Quake Blazer            |
| Dark Dizzy    | Dizzy Reed                         | Dark Necrobat       | Chauve-souris     | Escape the Space Trap     | Dark Hold     | Dark Hold                    | Firefly Laser/Crush Flasher         |
| Mattrex       | Matt Sorum                         | Burn Dinorex        | Tyrannosaurus rex | Red-Hot World             | Ground Fire   | Quake Blazer (Danchien)      | Wing Spiral/Wing Shredder           |

### Parallèles avecGuns N' Roses
Une forte influence du groupe de rock Guns N' Roses se ressent dans le jeu. Il n'y a pas que les noms des Mavericks comme dit plus hauts, mais au début du niveau d'Axle the Red, il y a dans le fond du décor des armes à feu et des roses, ce qui se rapporte au nom du groupe (Guns N' Roses: armes à feu et roses). Il est aussi à noter que dans Mega Man X3, la musique de certains niveaux reprenait des parties de musiques de Guns N' Roses.